# Tournoi d'ouverture du championnat de Bolivie de football 2006
Navigation
Saison précédente Saison suivante
Le tournoi d'ouverture de la saison 2006 du Championnat de Bolivie de football est le premier tournoi semestriel de la trente-deuxième édition du championnat de première division en Bolivie. 
Les douze clubs participants sont réunis au sein d'une poule unique où ils affrontent leurs adversaires deux fois, à domicile et à l'extérieur. 
C'est le club de Bolivar La Paz qui remporte la compétition cette saison après avoir terminé en tête du classement final, avec trois points d'avance sur le Real Potosi et six sur le promu, Universitario de Sucre. C'est le quinzième titre de champion de Bolivie de l'histoire du club.

## Qualifications continentales
Le vainqueur du tournoi Ouverture est qualifié pour la Copa Libertadores 2007 tout comme son dauphin. Le troisième du classement obtient quant à lui son billet pour la Copa Sudamericana 2006.

## Les clubs participants
| - Jorge Wilstermann Cochabamba - Aurora Cochabamba - Oriente Petrolero - Bolivar La Paz - Club Blooming - Universitario de Sucre - Promu de Primera B | - San José Oruro - Real Potosi - Unión Tarija - The Strongest La Paz - Destroyers Santa Cruz - La Paz FC |

## Compétition
Le barème utilisé pour établir l'ensemble des classements est le suivant :
- Victoire : 3 points
- Match nul : 1 point
- Défaite : 0 point

### Classement
| Rang | Équipe                       | Pts | J  | G  | N | P  | Bp | Bc | Diff |
| ---- | ---------------------------- | --- | -- | -- | - | -- | -- | -- | ---- |
| 1    | Bolívar La Paz               | 48  | 22 | 14 | 6 | 2  | 40 | 17 | +23  |
| 2    | Real Potosí                  | 45  | 22 | 13 | 6 | 3  | 54 | 25 | +29  |
| 3    | Universitario de SucreP      | 42  | 22 | 12 | 6 | 4  | 38 | 30 | +8   |
| 4    | San José Oruro               | 38  | 22 | 10 | 8 | 4  | 34 | 20 | +14  |
| 5    | Club BloomingT               | 35  | 22 | 10 | 5 | 7  | 36 | 31 | +5   |
| 6    | Oriente Petrolero            | 29  | 22 | 7  | 8 | 7  | 30 | 41 | -11  |
| 7    | Jorge Wilstermann Cochabamba | 26  | 22 | 6  | 8 | 8  | 38 | 35 | +3   |
| 8    | The Strongest La Paz         | 25  | 22 | 7  | 4 | 11 | 32 | 36 | -4   |
| 9    | Unión Tarija                 | 21  | 22 | 6  | 3 | 13 | 28 | 39 | -11  |
| 10   | Destroyers Santa Cruz        | 20  | 22 | 6  | 2 | 14 | 30 | 50 | -20  |
| 11   | Aurora Cochabamba            | 17  | 22 | 3  | 8 | 11 | 22 | 40 | -18  |
| 12   | La Paz FC                    | 15  | 22 | 3  | 6 | 13 | 24 | 42 | -18  |

|  | Qualification pour la Copa Libertadores 2007        |
|  | Qualification pour la Copa Sudamericana 2006        |
|  | T : Tenant du titre P : Promu de Copa Simon Bolivar |

## Bilan de la saison
| Championnat de Bolivie de football 2006 |                            |
| Champion                                | Bolivar La Paz (15e titre) |
| Qualifications continentales            |                            |
| Copa Libertadores 2007                  | Bolivar La Paz             |
| Copa Libertadores 2007                  | Real Potosi                |
| Copa Sudamericana 2006                  | Universitario de Sucre     |
| Promotions et relégations               |                            |
| Promus en Primera A                     | Aucun                      |
| Relégués en Torneo Simon Bolívar        | Aucun                      |